# FC Gifu
FC Gifu (japonsky FC岐阜) je japonský fotbalový klub z města Gifu hrající v J3 League. Klub byl založen v roce 2001. V roce 2008 se připojili do J.League, profesionální japonské fotbalové ligy. Svá domácí utkání hraje na Gifu Nagaragawa Stadium.

## Významní hráči
- Jasujuki Morijama
- Hiromi Kodžima
- Tošihiro Hattori
- Jošikacu Kawaguči
- Alessandro Santos
- Kazumiči Takagi
- Kjogo Furuhaši
- Blaže Ilijoski
- Kayne Vincent
- Satoši Ótomo